# Crenicichla virgatula
Crenicichla virgatula és una espècie de peix de la família dels cíclids i de l'ordre dels perciformes que es troba a Sud-amèrica: conca del riu Amazones.
Els mascles poden assolir els 6,6 cm de longitud total.